# Antonio Noriega Varela

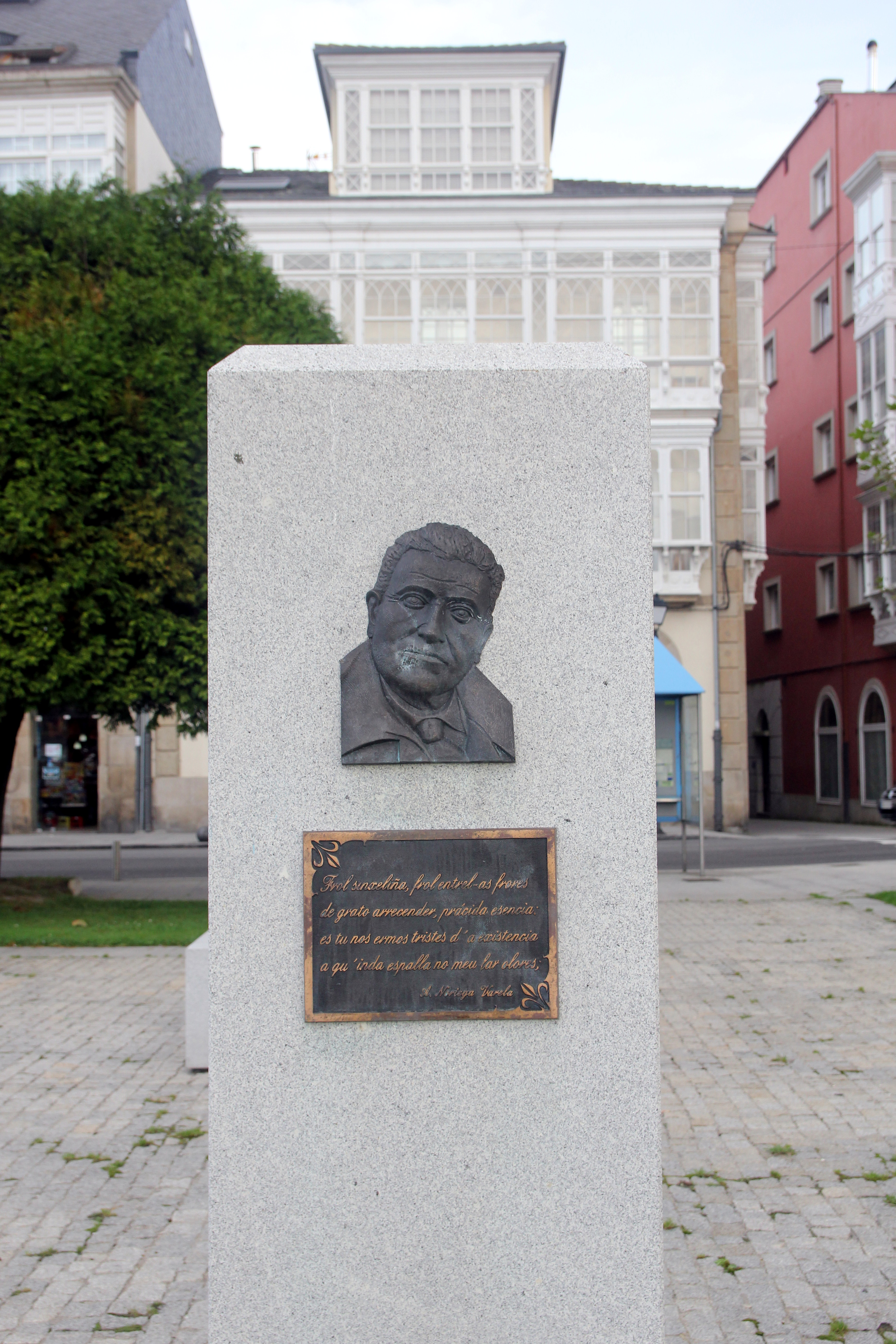
Monumento a Noriega Varela.

Antonio Noriega Varela (Mondoñedo, 1869 — Viveiro, 1947) foi um jornalista e poeta espanhol na língua galega.
Foi-lhe dedicado o Dia das Letras Galegas de 1969.